# Salón del Automóvil de París 2012
El Salón del Automóvil de París 2012 tuvo lugar del 29 de septiembre al 14 de octubre de 2012, en Francia, París.

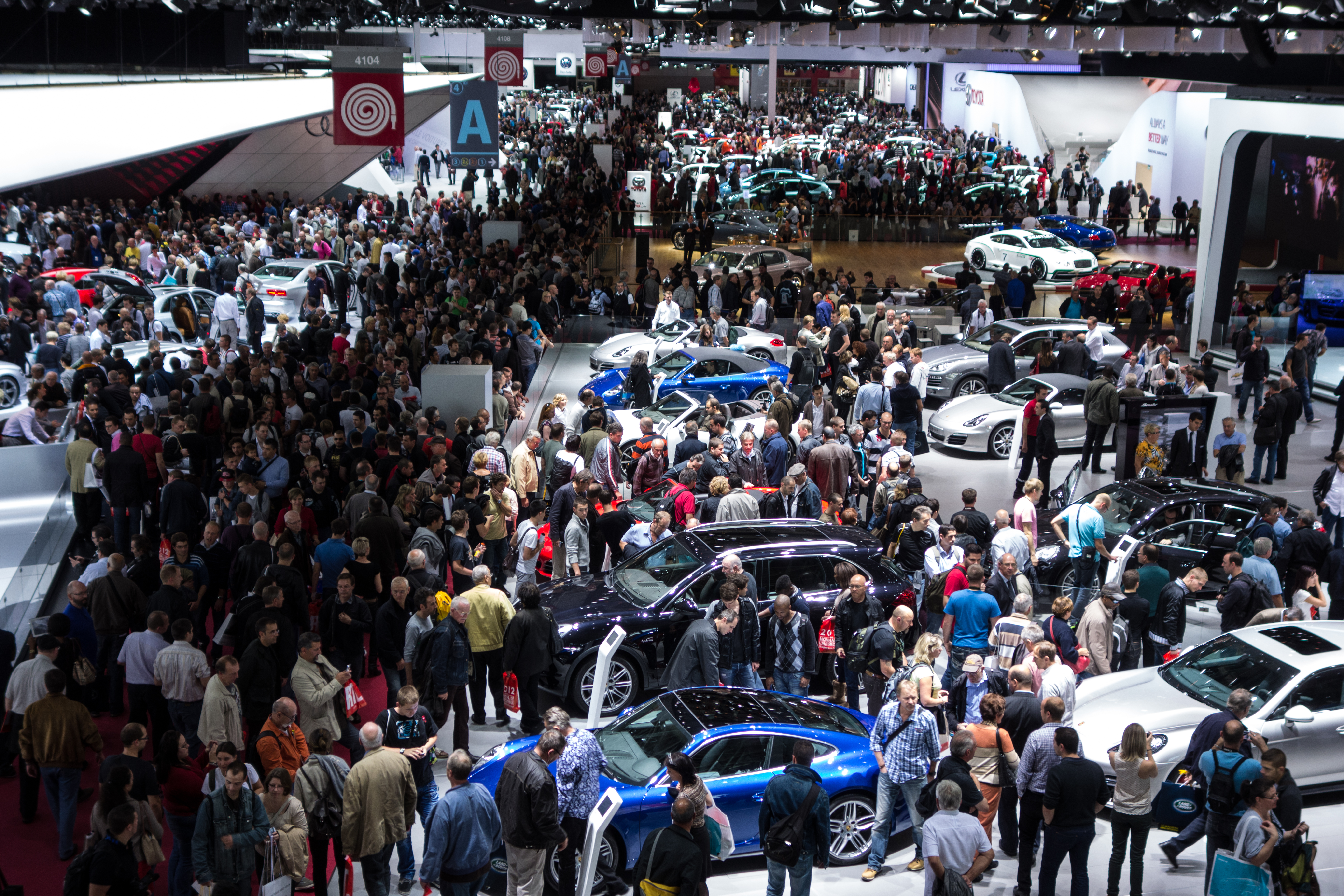
Exhibición de Porsche

## Introducción

### Modelos en producción
| - Audi A3 Sportback - Audi RS5 Cabriolet - BMW Serie 1 3 puertas - BMW Serie 3 Touring - Chevrolet Trax - Citroën C3 Picasso - Citroën DS3 - Fiat 500X - Fisker Karma Surf - Ford Mondeo MkV - Ford Tourneo Connect - Hyundai i30 3DR - Hyundai ix35 Fuel Cell - Jaguar F-Type - Kia Carens - Lexus LS | - Maserati GranTurismo Convertible MC - Mazda 6 Wagon - Mercedes-Benz A45 AMG - Mercedes-Benz CLS63 AMG Shooting Brake - Mercedes-Benz SLS AMG Electric Drive - Mini Paceman - Mitsubishi Outlander P-HEV - Opel Adam - Peugeot 301 - Porsche 911 Carrera 4/4S - Range Rover - Volkswagen Golf VII GTI BlueMotion - Volvo V40 Cross Country RDesign |

### Prototipos
| - Audi Crosslane Coupé - Audi SQ5 TDI - Bentley Continental GT3 Race Car - BMW Concept Active Tourer - Lexus LF-CC | - McLaren P1 - Nissan Terra - Peugeot Onyx - Porsche Panamera Sport Turismo - Smart Forstars - Suzuki S-Cross Concept |

Ferrari bromeó con el sucesor de Enzo mostrando sólo la forma del futuro vehículo. Es híbrido y se dio a conocer en 2013.